# 徐元白
徐元白（1892年—1957年），號原泊，浙江台州人，是中國浙派古琴演奏家，亦通詩詞書畫。

## 生平
徐元白於光緒十八年（1892年）出生於浙江台州海門（今屬椒江區）百口井，父親是徐月秋。其父工琵琶和古琴，因此自小受其薰陶。1912年到蘇州天平山向浙派琴家大休上人學習古琴，後來又向王宾鲁、李子昭、杨宗稷、张益昌學習古琴，與查阜西、吴韬亦有來往。
1913年經李濟深介紹，前往廣州追隨孫中山，曾擔任何應欽的祕書，也曾參加北伐戰爭，在福建、江蘇、河南、浙江、四川的法政部門工作。然而徐元白無心於政治，後遂退出政壇。1936年協助査阜西創辦今虞琴社，亦曾在今虞琴刊上發表文章。抗日戰爭爆發之前曾由上海百代公司錄製其古琴演奏的唱片。 他曾在南京、開封、重慶組織成立青溪琴社、中州琴社、天风琴社，其中天風琴社成員有梁在平、徐文鏡、徐芝孫、黃鞠生、高羅佩、程獨清和胡光瑨（瑩堂）等人，而徐元白被推舉為社長。徐元白亦嘗斫琴五十餘牀，並發明了“徐氏式”琴，其中一床仲尼式「鳴鶴」為姚丙炎所有。抗日戰爭結束後，1946年居杭州，與妻黄雪輝重新修葺西湖雷峯塔下的“半角山房”，併同马一浮、张宗祥、徐映璞等人成立“西湖月会”，玩賞琴棋書畫。
1946年姚丙炎開始向徐元白學琴後，徐元白發現姚丙炎的學習能力強，因而改用特別的教學方法，讓姚丙炎自己「按譜循聲」、逐段摸索，徐元白再指出其中問題，逐步修正，不斷循環，可以說是在徐元白指導下的「打譜」。
1953年蒐集以前的作品，集成《天鳳琴譜摘抄》。1956年參與査阜西組織的古琴錄音活動，次年因病在杭州逝世。

## 作品

### 音樂
- 《浙派古琴遺韻》（2002）

### 著作
- 《天風琴譜》（1953）